# Esqueis de la Burra
Esqueis de la Burra és una muntanya de 771 metres que es troba al municipi de Riells i Viabrea, a la comarca catalana de la Selva.